# Ordre de bataille lors de la bataille de Valmy
Pour un article plus général, voir Bataille de Valmy.
 (juin 2025).
Ce qui suit est l'ordre de bataille des forces militaires en présence lors de la bataille de Valmy, qui eut lieu le 20 septembre 1792 lors des guerres de la Révolution française.

## Force duroyaume de France

### Armée du Nord
Armée du Nord sous le commandement du Général Dumouriez
Avant-garde sous le commandement du lieutenant-général Dillon
- 1re brigade sous le commandement du général de La Marche
  - 6e régiment d'infanterie de ligne ci-devant Armagnac (1 bataillon)
  - 8e régiment d'infanterie de ligne ci-devant Austrasie (1 bataillon)
  - 9e bataillon de chasseurs ci-devant chasseurs des Cévennes
  - 10e bataillon de chasseurs ci-devant chasseurs du Gévaudan
  - 14e bataillon de chasseurs
  - lst Converged Grenadier Battalion[Quoi ?] (?) (1er bataillon de grenadier ??)
  - 1re compagnie d'artillerie à pied
  - 4e compagnie Belge d'artillerie légère
- 2e brigade sous le commandement du général Rosières
  - 71e régiment d'infanterie de ligne ci-devant Vivarais (1 bataillon)
  - 4e bataillon de volontaires des Ardennes
  - 1er bataillon de volontaires de la Meurthe
  - 5e bataillon de volontaires de la Meurthe
  - 2e bataillon de volontaires de Saône-et-Loire
  - 3e régiment de chasseurs à cheval ci-devant Chasseurs de Flandre
  - 12e régiment de chasseurs à cheval ci-devant Chasseurs de Champagne
  - 5e régiment de hussards ci-devant Lauzun hussards
  - 6e régiment de hussards

Division de droite sous le commandement du lieutenant-général Leveneur
- 1re brigade sous le commandement du maréchal de camp d'Hangest
  - 21e régiment de cavalerie ci-devant Royal-Navarre cavalerie
  - 23e régiment de cavalerie ci-devant Mestre de Camp Général cavalerie
  - 13e régiment de dragons ci-devant dragons de Monsieur
- 2e brigade sous le commandement du général Stengel
  - 83e régiment d'infanterie de ligne ci-devant Foix (1 bataillon)
  - Grenadiers du 3e bataillon de chasseurs ci-devant chasseurs Royaux-Corses
  - 6e régiment de chasseurs à cheval ci-devant chasseurs du Languedoc
  - 2e régiment de hussards ci-devant Chamborant
- 3e brigade sous le commandement du maréchal de camp Diettmann
  - 29e régiment d'infanterie de ligne ci-devant Dauphin (1 bataillon)
  - 98e régiment d'infanterie de ligne ci-devant Bouillon (2 bataillons)
  - 1er bataillon de volontaires de l'Allier
  - 1er bataillon de volontaires de la Charente[1] ou 1er bataillon de volontaires de la Charente-Inférieure[2]
  - 1er bataillon de volontaires de la Seine-Inférieure
  - 3e bataillon de volontaires des Vosges
- 4e brigade sous le commandement du général Stettenhoffen
  - 19e régiment d'infanterie de ligne ci-devant Flandre (1 bataillon)
  - 99e régiment d'infanterie de ligne ci-devant Royal Deux-Ponts (1 bataillon)
  - 2e bataillon de volontaires de la Marne
  - 3e bataillon de volontaires de la Meurthe
  - 2e bataillon de volontaires du Nord
  - 2e bataillon de volontaires de la Haute-Vienne

Division de gauche sous le commandement du lieutenant-général Miranda
- 1re brigade sous le commandement du général Chazot
  - 3e régiment de cavalerie ci-devant Commissaire-Général
  - 7e régiment de cavalerie ci-devant Royal-Etranger
  - 15e régiment de cavalerie ci-devant Royal-Lorraine
- 2e brigade sous le commandement du général Maltzan
  - 54e régiment d'infanterie de ligne ci-devant Royal-Roussillon (1 bataillon)
  - Grenadiers du 2e bataillon de chasseurs ci-devant chasseurs royaux de Dauphiné
  - 1er régiment de chasseurs à cheval ci-devant chasseurs d'Alsace
  - 1er régiment de hussards ci-devant Berchény hussards
- 3e brigade sous le commandement du général Dampierre
  - 42e régiment d'infanterie de ligne ci-devant Limousin (1 bataillon)
  - 55e régiment d'infanterie de ligne ci-devant Condé (1 bataillon)
  - 1er bataillon de volontaires de l'Aisne
  - 4e bataillon de volontaires de la Marne
  - 3e bataillon de volontaires de Paris
  - 2e bataillon de volontaires de la Vienne
- 4e brigade sous le commandement du maréchal de camp Miaczynski
  - 5e régiment d'infanterie de ligne ci-devant Navarre (1 bataillon)
  - 94e régiment d'infanterie de ligne ci-devant Royal Hesse-Darmstadt (1 bataillon)
  - 1er bataillon de volontaires de la Marne
  - 1er bataillon de volontaires de la Sarthe
  - 1er bataillon de volontaires des Deux-Sèvres
  - 1er bataillon de volontaires de la Vendée

Division de réserve sous le commandement du lieutenant-général de Lanoue
- 1re brigade sous le commandement du général Beurnonville
  - 45e régiment d'infanterie de ligne ci-devant de La Couronne (1 bataillon)
  - 56e régiment d'infanterie de ligne ci-devant Bourbon (1 bataillon)
  - 78e régiment d'infanterie de ligne ci-devant Penthièvre (1 bataillon)
  - 3e bataillon de volontaires de la Marne
  - 2e bataillon de volontaires de la Meurthe
  - 4e bataillon de volontaires de la Meuse
  - 1er bataillon de volontaires de Paris
  - 2e bataillon de volontaires de Paris
- 2e brigade sous le commandement du général Duhoux
  - 2e régiment de dragons ci-devant Condé
  - 3e régiment de dragons ci-devant Bourbon
  - 5e régiment de dragons ci-devant Colonel-Général
  - 6e régiment de dragons ci-devant La Reine
  - 7e régiment de dragons ci-devant Dauphin
  - 10e régiment de dragons ci-devant Mestre de Camp Général
  - 12e régiment de dragons ci-devant Artois
  - 5e régiment de chasseurs à cheval ci-devant Chasseurs de Hainaut

Artillerie

### Armée du Centre
Armée du Centre sous le commandement du général Kellermann
Avant-garde sous le commandement du général de Prez de Crassier
- 1er bataillon de chasseurs ci-devant chasseurs royaux de Provence
- 9e compagnie de grenadiers
- 4e régiment de dragons ci-devant Conti
- 1er régiment de chasseurs à cheval ci-devant Chasseurs d'Alsace
- 3e régiment de hussards ci-devant Esterhazy

1re division sous le commandement du général Lynch
- 1re brigade
  - 1er régiment d'infanterie de ligne ci-devant Picardie (2 bataillons)
  - 17e régiment d'infanterie de ligne ci-devant Auvergne (2 bataillons)
  - 22e régiment d'infanterie de ligne ci-devant Viennois (2 bataillons)
  - 23e régiment d'infanterie de ligne ci-devant Royal (2 bataillons)
  - 81e régiment d'infanterie de ligne ci-devant Conti (1er bataillon)
- 2e brigade
  - 5e régiment d'infanterie de ligne ci-devant Navarre (2 bataillons)
  - 43e régiment d'infanterie de ligne ci-devant Royal-Vaisseaux (2 bataillons)
  - 90e régiment d'infanterie de ligne ci-devant Chartres (2 bataillons)
  - 102e régiment d'infanterie de ligne
- 3e brigade sous le commandement du général Pully
  - 8e régiment de cavalerie ci-devant Cuirassiers du Roi
  - 10e régiment de cavalerie ci-devant Royal Cravattes
- 4e brigade sous le commandement du duc de Chartres
  - 14e régiment de dragons ci-devant Chartres
  - 17e régiment de dragons ci-devant Schomberg

2e division sous le commandement du général Muratel
- 1re brigade
  - 29e régiment d'infanterie de ligne ci-devant Dauphin (2 bataillons)
  - 61e régiment d'infanterie de ligne ci-devant Vermandois (2 bataillons)
  - 93e régiment d'infanterie de ligne ci-devant Enghien (2 bataillons)
  - 2e bataillon de volontaires de la Moselle
  - 1er bataillon de volontaires de Saône-et-Loire
  - 4e régiment de cavalerie ci-devant La Reine
  - 17e régiment de cavalerie ci-devant Royal-Bourgogne
  - 1er régiment de dragons ci-devant Royal

Division de réserve sous le commandement du général Valence
- 1er bataillon de grenadiers
- 2e bataillon de grenadiers
- 3e bataillon de grenadiers
- 4e bataillon de grenadiers du Rhin
- 5e bataillon de la Garde Nationale
- 6e bataillon de la Garde Nationale
- 1er régiment de carabiniers
- 2e régiment de carabiniers
- 1er bataillon de volontaires de l'Yonne

Artillerie sous le commandement du général d'Aboville

### Autres
Autres régiments ayant le nom de Valmy sur leur drapeau, non répertorié ci-dessus.
Infanterie de ligne
- 96e régiment d'infanterie de ligne ci-devant Nassau
- 89e régiment d'infanterie de ligne ci-devant Royal-Suédois
- 85e régiment d'infanterie de ligne ci-devant Diesbach
- 84e régiment d'infanterie de ligne ci-devant Rohan
- 71e régiment d'infanterie de ligne ci-devant Vivarais
- 68e régiment d'infanterie de ligne ci-devant Beauce (1er et 2e bataillon)
- 62e régiment d'infanterie de ligne ci-devant Salm-Salm
- 44e régiment d'infanterie de ligne ci-devant Orléans
- 31e régiment d'infanterie de ligne ci-devant Aunis
- 30e régiment d'infanterie de ligne ci-devant Perche
- 24e régiment d'infanterie de ligne ci-devant Brie
- 1er régiment d'infanterie de ligne ci-devant Picardie

Volontaires
- 1er bataillon de volontaires d'Eure-et-Loir
- 1er bataillon de volontaires de Mayenne-et-Loire
- 2e bataillon de volontaires de la Meuse

Cavalerie
- 4e régiment de hussards ci-devant Colonel Général
- 11e régiment de chasseurs à cheval ci-devant Chasseurs de Normandie
- 11e régiment de cavalerie ci-devant Royal-Roussillon cavalerie

## Forces duRoyaume de Prusse, duSaint-Empireet del'armée des émigrés
Les forces alliées sont sous le commandement général du duc de Brunswick.
- Avant-garde sous le commandement du prince Hohenlohe
  - 1re brigade du général Erich Magnus von Wolffradt (de)
    - Régiment d'infanterie Prince von Hohenlohe (3 bataillons)

  - 2e brigade du général Heizberg 
    - 12e régiment d'infanterie vieux-prussien von Kleist (3 bataillons)
    - 10e bataillon de fusiliers von Forcade (de)
    - 2e bataillon de fusiliers von Renouard (de)
    - Batterie légère de Berneck (8 canons de 6 livres)

  - 3e brigade du général Kleist
    - 1 compagnie de chasseurs à pied
    - Régiment de dragons vieux-prussien D II von Schmettau (de) (10 escadrons)
    - Régiment de hussards vieux-prussien H 6 von Wolffradt (de) (10 escadrons)
    - Batterie à cheval von Schoenermarck (de) (8 canons de 6 livres)
    - Batterie légère de Decker (de) (8 canons de 6 livres)

- 1re division sous le commandement du duc de Brunswick
  - 1re brigade du général Rhomberg
    - Régiment d'infanterie duc de Brunswick (3 bataillons)
    - Régiment d'infanterie de Waldeck (2 bataillons)

  - 2e brigade du général Thadden
    - 9e régiment d'infanterie (de) von Budberg (de) (3 bataillons)
    - 30e régiment d'infanterie von Schönfeld (de) (3 bataillons)

- 2e division sous le commandement du général Courbière (de)
  - 1re brigade du général Wittinghof
    - Régiment d'infanterie de Könitz (3 bataillons)
    - Régiment d'infanterie de Borke (3 bataillons)

  - 2e brigade du Prince Royal 
    - Régiment d'infanterie de Graf von Hertzberg (de) (3 bataillons)
    - Régiment d'infanterie de Wittinghof (3 bataillons)

  - 3e brigade du Prince von Baden  
    - Régiment d'infanterie von Wolfframsdorff (de)(3 bataillons)

- 2e division de cavalerie sous le commandement du général Lottum
  - 1re brigade du général Charles-Auguste de Saxe-Weimar-Eisenach
    - Régiment de cuirassiers vieux-prussien K 6 (de) de Weimar (5 escadrons)

  - 2e brigade du général von Ilow (de)
    - Régiment de cuirassiers vieux-prussien K 7 von Ilow (de) (5 escadrons)

  - 3e brigade du général Normann
    - Régiment de dragons vieux-prussien D V de Bayreuth (5 escadrons)
    - Régiment de dragons vieux-prussien D IV von Normann (de) (5 escadrons)

  - 4e brigade du général Karl Wilhelm von Tschirschky
    - Régiment de dragons vieux-prussien D XI de Karl Wilhelm von Tschirschky (5 escadrons)

- Corps détachés
  - 1re brigade du général Eben
    - 20e bataillon de fusiliers von Legat (de)
    - 1er bataillon de fusiliers von Schencke
    - Régiment de hussards vieux-prussien H 2 von Eben (5 escadrons)
    - Demi-batterie à cheval von Hüser (de) (4 canons de 6 livres)
    - Batterie légère von Puttkamer (de) (8 canons de 6 livres)

  - 2e brigade du général Köhler
    - 19e bataillon de fusiliers von Ernest (de)
    - 18e bataillon de fusiliers von Muffling (de)
    - Régiment de hussards vieux-prussien H 3 von Köhler (5 escadrons)
    - Demi-batterie à cheval de Hüser (4 canons de 6 livres)